# ریخان یک
ریخان یک، روستایی در دهستان میانکوه شرقی بخش افرینه شهرستان معمولان در استان لرستان ایران است.

## قدمت
قدمت آثار پراکنده از قلعه‌های قدیمی و وجود دستکندی بر سر راه کانال کشاورزی روستای ریخان در دل صخره‌ها که برای عبور آب احداث شده و به سنگ سوراخ (سنگ سیلا) نیز معروف است به دوران صفویه بازمی‌گردد

## جمعیت
بر پایه سرشماری عمومی نفوس و مسکن در سال ۱۳۹۵، جمعیت این روستا برابر با ۱۴۸ نفر (۴۰ خانوار) بوده‌است.